# Илюзия на Вундт
Илюзията на Вундт е оптична илюзия, която е за първи път описана от германския психолог Вилхелм Вундт. Двете червени вертикални линии са прави, но може да изглеждат сякаш са изкривени навътре за някои наблюдатели. Изкривяването се появява поради извитите линии на фона, както и при в илюзията на Орбисън. Илюзията на Херинг има подобни ефекти, но те са обратни.
Друг вариант на илюзията на Вундт е хоризонтално-вертикалната илюзия, представена от Вундт през 1858 г. Двете пресичащи се линии са еднакви по дължина, макар че вертикалната линия изглежда по-дълга. Хоризонталната линия трябва да бъде удължена с 30%, за да пасва на дължината на вертикалната линия, така както е възприемана от човека. Това не се ограничава до рисуване на обикновени линии, а може да се види също така в сградите, както и в природата.